# Xenovarta cylindrica
Xenovarta cylindrica är en insektsart som beskrevs av Chandrasekhara A. Viraktamath 2004. Xenovarta cylindrica ingår i släktet Xenovarta och familjen dvärgstritar. Inga underarter finns listade i Catalogue of Life.